# دانیل براداشیا
دانیل براداشیا (انگلیسی: Daniel Bradaschia؛ زادهٔ ۲ مارس ۱۹۸۹) بازیکن فوتبال اهل ایتالیا است.
از باشگاه‌هایی که در آن بازی کرده‌است می‌توان به باشگاه فوتبال اودینزه، باشگاه فوتبال تریستیانا، باشگاه فوتبال آ. ث. لومتزانه، و باشگاه فوتبال کوپر اشاره کرد.
وی همچنین در تیم‌های ملی فوتبال زیر ۱۷ سال ایتالیا و زیر ۱۸ سال ایتالیا بازی کرده‌است.